# Bjergsted
Bjergsted é um município da Dinamarca, localizado na região este, no condado de Vestsjaelland.
O município tem uma área de 138,62 km² e uma  população de 7 976 habitantes, segundo o censo de 2005.